# Strez
Strez (în bulgară Стрез; ortografie originală: СТРѢЗЪ) (fl. 1207–1214) a fost un sebastocrator balcanic medieval, de origine valahă, semi-independent și membru al dinastiei Asan. Un pretendent principal al tronului bulgar, Strez s-a opus inițial ascensiunii rudei sale apropiate țarul Borilă. El a fugit în Serbia, unde a acceptat vasalitatea Marelui Prinț Stefan Nemanjić, iar sprijinul sârb l-a ajutat să devină un conducător în mare măsură independent într-o mare parte a regiunii Macedonia. Cu toate acestea, Strez s-a îndreptat împotriva sârbilor pentru a deveni vasal al statului Vlaho-Bulgar și și-a unit forțele cu fostul său dușman Borilă împotriva latinilor și apoi împotriva sârbilor. Strez a fost ucis în mijlocul unei campanii majore anti-sârbe, în circumstanțe neclare într-un complot în care a fost implicat, probabil, Sfântul Sava.

## Pretendent la tronul și vasal al sârbilor

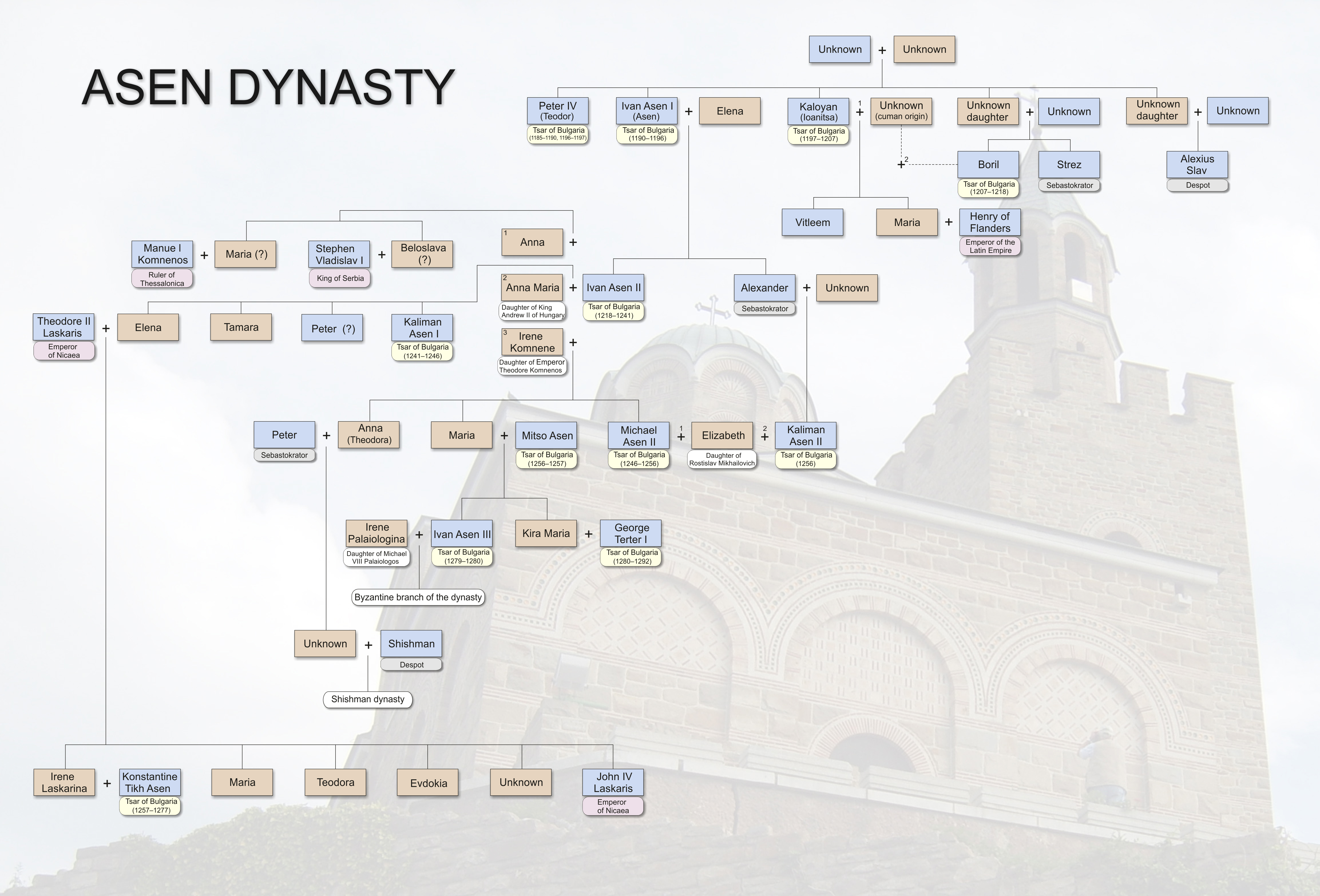
Diagrama genealogică a dinastiei Asan, inclusiv cu Strez și Borilă.

Nu se menționează nimic despre Strez până la evenimentele din urma morții subite a țarului Ioniță Caloian (1197-1207) în timpul asediului său de la Tesalonic, controlat de cruciați. La fel ca Alexius Slav, un alt nobil care avea să apară ulterior ca separatist, Strez a fost nepotul fraților Asan Petru al IV-lea, Ioan Asan I și Ioniță Caloian, care au fost primii trei țari ai celui de-al Doilea Țarat Bulgar. Cu toate acestea, nu este clar dacă el a fost un văr primar sau un frate al lui Borilă (1207–1218).
În momentul morții lui Ioniță Caloian, Strez se afla în capitala Tarnovo, căutând probabil să-și valorifice drepturile ancestrale asupra coroanei bulgare. Cu toate acestea, Borilă s-a dovedit a fi candidatul mai ambițios. Borilă i-a persecutat pe ceilalți candidați la tron, iar Alexius Slav, împreună cu fiul lui Ioan Asan, Ioan Asan al II-lea, au trebuit să părăsească Bulgaria.
Așa cum s-a întâmplat și cu alți membri ai familiei regale, ascensiunea lui Borilă l-a obligat pe Strez și pe cei mai apropiați susținători ai săi să fugă, în acest caz în Serbia vecină, unde a fost întâmpinat de domnitorul Ștefan Nemanjić (1196–1228) în 1207 sau la începutul anului 1208. Chiar dacă Boril a solicitat extrădarea lui Strez în Bulgaria, domnitorul sârb a sperat să-l folosească pe Strez ca marionetă pentru a câștiga un teritoriu deținut de Bulgaria. Stefan credea că moștenirea regală a lui Strez și aspirațiile sale imperiale îi vor face mult mai ușoară misiunea de a impune stăpânirea sârbilor asupra Macedoniei, Kosovo și Braničevo, precum și asupra Belgradului, toate cucerite de Bulgaria sub conducerea lui Ioniță Caloian. În același timp, Borilă nu a putut să ia măsuri militare împotriva lui Strez și a patronului său sârb, deoarece suferise o înfrângere majoră în fața latinilor la Plovdiv. Stefan a mers până a devenit fratele de sânge al lui Strez într-o ceremonie în care Stefan spera că va asigura loialitatea lui Strez.

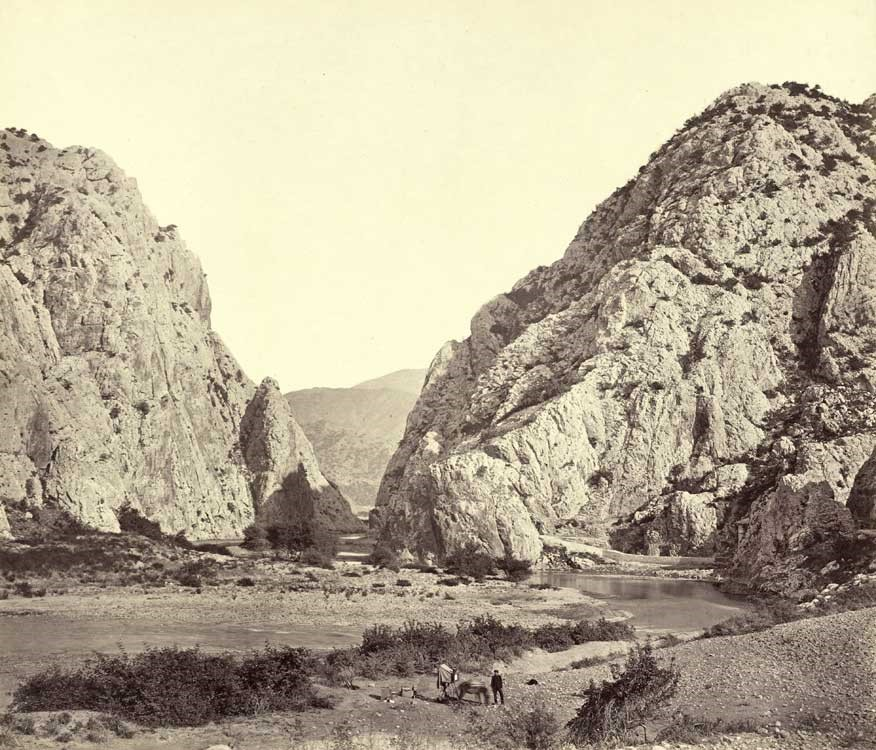
Defileul Vardarului din modernul Demir Kapija a fost locul capitalei lui Strez, Prosek, din 1208 până în 1214

În 1208, Strez a condus o forță sârbă care a cucerit o mare parte din valea Vardar din Bulgaria. S-a stabilit ca vasal sârb în cetatea Prosek (lângă modernul oraș Demir Kapija), fosta capitală a unui alt separatist bulgar, Dobromir Chrysos. Până în 1209, ținutul lui Strez s-a răspândit pe o mare parte a Macedoniei, de la valea Struma în est, unde a mărginit pământuri stăpânite  de Borilă, până la Bitola și posibil Ohrida în vest și de la Skopje în nord până la Veria în sud. În timp ce Strez a obținut repede sprijinul populației bulgare locale și a moștenit eventual administrația rămasă de la guvernarea lui Borilă, unitățile sârbe au rămas totuși în domeniile sale, fie pentru a se asigura de loialitatea sa, fie cu intenția de a-l alunga și de a-i anexa ținuturile.

## Vasal bulgar
Căsătoria lui Alexius Slav cu fiica împăratului latin Henric I de Flandra în 1209 a fost un pericol mare pentru Borilă, care ar fi putut ajunge să fie în situația să lupte cu forțele lor comune. Temându-se de o astfel de coaliție, Borilă s-a apropiat de Strez, care la acea vreme a câștigat și mai multă putere și era aproape să obțină independența completă față de Serbia.  Strez a fost de acord cu o unire cu fostul său dușman, deși numai după ce Borilă i-a reconfirmat autonomia sa completă. Strez a eliminat trupele sârbe rămase pe meleagurile sale într-un act pe care sârbii l-au văzut ca pe o trădare inspirată de diavol. Nu este imposibil ca Borilă să-l fi convins pe Strez printr-o acțiune militară, cu toate că este mai probabil ca uniunea să se fi realizat prin negocieri.
În același an, Strez și Borilă au făcut pace cu Mihail I Comnen Dukas, despotul Epirului. La sfârșitul anului 1209, Strez și Mihail ar fi putut încerca o campanie comună împotriva Salonicului, deoarece amândoi au pierdut ținuturi în fața latinilor în ceea ce era probabil un atac de represalii la sfârșitul anului 1209 sau începutul anului 1210. Eșecul acestui atac l-a determinat pe Mihail să se despartă de aliații săi bulgari și să sprijine latinii. La începutul anului 1211, Strez s-a confruntat cu latinii și forțele Epirului la Salonic și a cerut ajutorul lui Borilă după ce Mihail și Henry au invadat zona de vest a tărâmului lui Strez. La începutul verii, armata bulgară aliată a suferit o înfrângere grea la Bitola în fața trupelor lui Mihail Comnen, fratelui lui Henric I, Eustace al Flandrei și ale lui Bernard de Katzenelnbogen. Chiar dacă nu a dus la pierderi teritoriale,  înfrângerea l-a împiedicat pe Strez să se extindă spre sud. Într-un raport de consiliu antibogomilism din 1211, Strez este menționat ca sebastokrator. Titlul i-a fost fie conferit de Borilă ca parte a acordului lor în 1209, fie i-a fost atribuit lui Strez de Caloian în timpul guvernării sale. În orice caz, Borilă a recunoscut cu siguranță dreptul lui Strez la această denumire. Există semne că Strez și-a împărțit ținuturile în unități administrative, fiecare condusă de un sebastos. În 1212, Strez a fost suficient de puternic pentru a fi considerat unul dintre principalii adversari ai Imperiului Latin, împreună cu Borilă, Mihail și împăratul niceean, Theodoros I Lascaris, de către însuși Henric I de Hainaut.

## Campania anti-sârbă și moartea

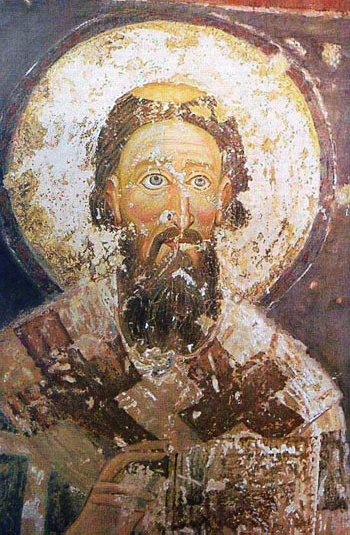
Conform hagiografiei Sfântului Sava, în cuvintele sale pe patul morții, Strez ar fi afirmat că a fost înjunghiat de un tânăr soldat la ordinul lui Sava (în imagine)

După o serie de eșecuri militare împotriva latinilor, Borilă a făcut pace cu împăratul latin Henric în 1213, pace întărită prin două căsătorii regale. Ca vasal al lui Borilă, Strez s-a alăturat uniunii bulgaro-latine, al cărei obiectiv pe termen scurt a fost o dublă invazie a Serbiei. În 1214, forțele lui Borilă și Henry au atacat Serbia de la est, în timp ce armata lui Strez, considerată în surse contemporane a fi „foarte numeroasă”, a pătruns pe teritoriul sârb din sud și a ajuns la Polog. În fața unei invazii majore pe două fronturi, sârbii au cerut rapid pace. După ce trimișii lui Ștefan la Strez au eșuat în misiunea lor, Ștefan l-a trimis pe fratele său, arhiepiscopul Sava (proslăvit ca Sfântul Sava) în tabăra lui Strez.
Chiar dacă diplomația lui Sava nu a avut niciun efect, Strez a murit în noaptea  după plecarea lui Sava. Sursele sârbești prezintă moartea lui Strez ca pe un miracol, Strez fiind înjunghiat de un înger,  cu toate că, în realitate, a fost foarte probabil ucis într-un asasinat pus la cale de Sava. Istoricul John Van Antwerp Fine Jr. teoretizează că Sava ar fi găsit susținători printre nobilii lui Strez, unii dintre ei întorcându-se împotriva lui și organizându-i uciderea, doar pentru a trece de partea Serbiei imediat după aceea. Conform hagiografiei Sfântului Sava, în cuvintele sale pe patul morții, Strez ar fi afirmat că a fost înjunghiat de un tânăr soldat la ordinul lui Sava.
În timp ce uciderea lui Strez a însemnat sfârșitul campaniei latino-bulgare, Ștefan nu a întreprins o campanie în Macedonia din cauza apropierii trupelor de coaliție, care s-au oprit la Niš. În 1217, întregul teritoriu al lui Strez se afla sub stăpânirea Despotatului Epirului condus de Teodor Comnen Dukas, cu toate că Borilă ar fi putut controla o parte sau tot acest teritoriu între timp. Sârbii nu au reușit să profite de moartea lui Strez, deoarece nu au reușit să dobândească niciunul dintre domeniile sale.

## Evaluare și moștenire
Surse contemporane sârbe, cum ar fi hagiografia Sf. Sava, sunt foarte critice față de acțiunile lui Strez. Sârbii l-au acuzat pe Strez de imprudență, o beție, nelegiuire, trădare și cruzime. Hagiografia Sfântului Sava povestește despre presupusa tendință a lui Strez de a-și arunca prizonierii de pe o stâncă înaltă în râul Vardar pentru distracția sa și a oaspeților săi. În timp ce prizonierii cădeau și mureau, Strez le striga sarcastic să nu-și ude hainele. Istoricul bulgar Ivan Lazarov respinge aceste acuzații ca fiind calomnioase. În biografia sa despre Strez, îl laudă pe conducătorul medieval ca pe un „adevărat membru al dinastiei Asan” și îi apără acțiunile ca fiind un „produs al epocii sale”. Lazarov îl apreciază pe Strez ca o personalitate caracteristică, vie, care și-a pus independența mai presus de toate. 
Numele lui Strez a devenit o parte a folclorului bulgar, incluzând o relatare legendară a vieții sale denumită ca Biografia Prințului Stregan în secolul al XVIII-lea sau mai târziu. Cel puțin un loc din toată Macedonia a fost legat de localnici de Strez, pe care poporul l-a interpretat ca pe un voievod sau hajduk care a apărat poporul împotriva otomanilor. Unele ruine de lângă râul Vardar, lângă Jegunovce, la vest de Skopje, erau cunoscute de localnici drept „Cetatea Strez” (Стрезово кале, Strezovo kale). Chiar dacă, în realitate, capitala sa, Prosek, a fost așezată departe spre sud, castelul de la Jegunovce ar fi putut face parte din fortificațiile de frontieră ale lui Strez, sau poate a fost locul negocierilor sale cu Sava și unde a avut loc uciderea lui.